# Еберхард III фон Оберщайн
Еберхард Вилхелм III фон Оберщайн (на немски: Eberhard Wilhelm III von Oberstein; * 1170, Оберщайн, Идар-Оберщайн; † 1217, Оберщайн) е благородник от стария род фон Оберщайн през 12 и 13 век в Рейнланд-Пфалц.

## Произход
Той е син на Вилхелм I фон Оберщайн († сл. 1171) и съпругата му Матилда фом Занпигни (1151 – 1190), дъщеря на Вернер фом Занпигни. Внук е на Еберхард II фон Оберщайн († сл. 1158) и правнук на Еберхард I фон Оберщайн († сл. 1075).
Господарите фом Щайн (Оберщайн) са споменати за пръв път през 1075 г. Те резиридарт в замък „Бург Боселщайн“, който е известен като „Старият дворец“ („Altes Schloss“).

## Фамилия
Еберхард III фон Оберщайн се жени ок. 1205 г. в Оберщайн за Понцета фон Оберщайн (* ок. 1180 в Оберщайн). Те имат децата:
- Понцета/Понзета фон Оберщайн (* 1253; † сл. 1274/1311), омъжена за граф Хайнрих I фон Вирнебург (* ок. 1238; † сл. 1298)
- Вилхелм II фон Оберщайн († сл. 1286), женен за фон Рейнграф († сл. 1284), дъщеря на Вернер II фон Рейнграф († сл. 1268) и Елизабет фон Алцай († сл. 1262)
- Мехтилд фон Оберщайн († сл. 1275), омъжена за Куно фон Ройланд († 30 август 1285/8 февруари 1287), син на Куно фон Ройланд († сл. 1246) и Аликс († сл. 1246)
- Лиза фон Оберщайн, омъжена за бургграф Фридрих I фон Хамерщайн († ок. 1262), син на бургграф Йохан I фон Хамерщайн